# Kõpu
Kõpu (em estoniano:  Kõpu vald) é uma antiga cidade estoniana localizada na região de Viljandimaa.
21 de outubro 2017 Kõo, Suure-Jaani, Kõpu e Võhma, se juntou a uma nova citade Sakala do Norte.